# پروومایکا (آق‌مولا)
پروومایکا (به قزاقی: Pervomayka) یک روستا در قزاقستان است که در شهرستان آستراخان واقع شده‌است. پروومایکا ۱٬۳۸۸ نفر جمعیت دارد.